# Samuel Enderby & Sons
Samuel Enderby & Sons war eine Mitte des 18. Jahrhunderts in London gegründete Firma für Walfang und Robbenjagd, die sich später auch mit Expeditionen in die Gewässer der Antarktis und des Pazifischen Ozeans einen Namen machte. Das Familienunternehmen war über rund 100 Jahre ein marktbestimmender Faktor im Walfang und konnte u. a. die Entdeckung der Auckland Islands durch Abraham Bristow für sich verbuchen. Die Geschichte des Familienunternehmens reichte über fünf Generationen bis in das 17. Jahrhundert zurück.

## Geschichte
Die Ursprünge der Firma der Enderby's gehen zurück bis auf den Großvater der Familie, Samuel Enderby (1640–1723).

### Samuel Enderby (1640–1723)
Die Familie lebte ursprünglich vom Gerber-Handwerk im Stadtteil Bermondsay in London. Nach dem Verkauf von Liegenschaften in Irland 1660 investierte Samuel Enderby in Geschäfte mit Waltran und in den Handel mit Pelzen aus Russland. Er wurde Händler und besaß erste Schiffe.

### Daniel Enderby (1681–1766)
Zu Lebzeiten von Daniel Enderby hatten die Enderby's ihr Geschäft an der St Paul's Wharf und neben ihnen zwei Konkurrenten, die Firma Buxton und die Firma Sims, beides Walfischölhändler.

### Samuel Enderby (1719–1797)
Es war der Sohn von Daniel Enderby, der das Geschäft des Großvaters Samuel ausweitete und Schiffe für den Handel mit den dreizehn Kolonien von Nordamerika in Boston und London registrieren ließ. Das Geschäft, Waren für die Kolonialisten nach Boston zu transportieren und auf dem Rückweg Walfischöl aus amerikanischem Walfang nach England zu bringen, war vielversprechend. Er selbst hatte noch bei Charles Buxton das Küferhandwerk erlernt und später auf der Lower Thames Street in London ein eigenes Geschäft eröffnet. Doch einher mit seiner Heirat von Mary Buxton, Tochter seines ehemaligen Ausbilders, führten beide Familien ihre Geschäfte zusammen und wurden Partner, wobei die Enderby's der bestimmende Faktor waren. Samuel Enderby zog mit der Firma zur St Paul's Wharf an der Thames Street, an der sie bis 1830 ihren Sitz hatte.
Die sogenannte Boston Tea Party im Jahr 1773 (bürgerlicher Widerstand gegen die britische Kolonialpolitik) und der Beginn des Amerikanischen Unabhängigkeitskriegs im Jahr 1775 ließen die Geschäfte der Samuel Enderby & Sons einbrechen. Infolgedessen ging Enderby mit seiner Walfangflotte in den südlichen Atlantik. 10 Jahre später besaß die Firma bereits 17 Schiffe. Da der Südatlantik in diesen Jahren bereits abgefischt war, weiteten die Enderby's, die sich 1786 nun als Haupteigner der Firma sehen konnten, den Aktionsradius ihrer Schiffe bis nach Neuseeland aus und ließen in der Bay of Islands eine Basis für ihre Walfangflotte errichten. Es ist nicht überliefert, wann Samuel Enderby Junior die Geschäfte übernahm, doch es ist anzunehmen, dass dies auf Grund des Alters von Samuel Enderby Senior in den 1780ern geschah. In dieser Zeit trat Enderby mit Alexander Champion und John St Barbe als Sprecher der Interessensvertretung der Southern Fishery (Südliche Fischerei) vor dem Komitee des britischen Privy Councils auf. Sie wollten Fischereirechte ohne Einschränkungen auf allen Weltmeeren bekommen.

### Samuel Enderby (1756–1829)
1789 bekam die Samuel Enderby & Sons die Erlaubnis für den Wal- und Robbenfang in der Südsee und startete gleichzeitig das Geschäft von Forschungsvorhaben. Dies sollte der Anbeginn sinkender Erlöse für die Samuel Enderby & Sons bis zu ihrem Niedergang gut 60 Jahre später sein. Enderby weitete seine Geschäfte aus und konnte bereits 1790 über 68 Schiffe sein Eigen nennen. 1791 vermittelte er Strafgefangenentransporte an Walfangschiffbesitzer. Er selbst war mit seinem Schiff Britannia, das Pottwale vor Australien jagte, an Transporten beteiligt. 1792 entsandte Enderby die Rattler um Walfanggründe in der Südsee untersuchen zu können. Er kombinierte dies mit einem Forschungsvorhaben auf den Galapagos-Inseln. Es war der Leutnant der Royal Navy, James Colnett, den er für die Reise gewinnen konnte. Colnett erforsche von Januar 1793 bis November 1794 im Auftrag der Samuel Enderby & Sons die Walfanggründe und im Auftrag der Regierung die Pflanzenwelt der Galapagos-Inseln.
Von Port Jackson aus operierten seine Schiffe Britannia, Ocean und Speedy in der Südsee. Verantwortlich für die Behinderungen seiner Walfangflotte, setzte sich Enderby 1797 für Strafexpeditionen von Port Jackson aus gegen spanische Häfen in Chile und Peru ein. Um die Erträge der Firma zu steigern, beantragte Enderby Gefangenentransporte in die Kolonie Australien durchführen zu dürfen, wurde aber von der Regierung zurückgewiesen. Stattdessen erhielt seine Firma zusammen mit Alexander Champion um 1800 herum die Erlaubnis, Waren für die Kolonie zu transportieren. Im Mai 1801 war die Greenwich eines seiner ersten Schiffe in diesem neuen Geschäft. Ebenfalls im Jahr 1801 erhielt die Samuel Enderby & Sons die Genehmigung, bis auf das Chinesische Meer in allen Meeren auf Walfang zu gehen.
Im Jahr 1806 entdeckte einer seiner Kapitäne, Abraham Bristow auf der Ocean, die Auckland Islands und benannte eine der Inseln mit Enderby Island nach seinem Auftraggeber. Ein Jahr später erhielt Bristow den Auftrag die Inseln zu erforschen.
In den 1820ern kam der Markt für Walfischfang in Schwierigkeiten. Noch 1819 den Walfang in die japanischen Gewässer ausgeweitet, folgten, die Küsten von Mosambik, den Seychellen und die Gewässer tief im Süden zur Antarktis.

### Charles Enderby (1798–1876)
Mit dem Tod von Samuel Enderby im Jahr 1829, ging die Firma Samuel Enderby & Sons an die drei Söhne Charles, George und Henry, doch Charles war wohl der bestimmende Faktor in dem Familienunternehmen und wohnte im Enderby-Haus auf der Werft. Um die Einnahmeverluste aus Walfang und den Expeditionen auszugleichen und neue Geschäftsfelder zu erschließen, eröffnete Charles Enderby um 1830 herum auf dem Firmengrundstück an der Themse eine Fabrik zur Herstellung von Tauen, verstärkten Kabeln und Segeltuch. 1845 wurde diese durch ein Feuer zerstört und 250 Arbeiter verloren ihre Jobs. Zur gleichen Zeit brachen die Gewinne der Firma ein. Um die Firma und die Familie aus finanziellen Schwierigkeiten zu befreien, versuchte Charles auf den Auckland Islands eine britische Siedlung mit einer Walfangstation zu gründen. Als Charles Plymouth in Richtung Auckland Islands verließ, erschien bereits eine Notiz in der Zeitung, dass die Enderby's wahrscheinlich ihren finanziellen Verpflichtungen nicht nachkommen werden können. 1849 gründete Charles die Southern Whale Fishery Company und wurde zum stellvertretenden Gouverneur der Auckland Islands bestellt. Doch an sein Amt hatte er wenig Interesse und nach nur knapp drei Jahren musste die Siedlung wegen Erfolglosigkeit wieder aufgegeben werden. Die Enderby's waren nach diesem weiteren Misserfolg nun finanziell am Ende. 1854 wurden die Firmen Southern Whale Fishery Company und die Samuel Enderby & Sons liquidiert.

## Moby-Dick
Enderby mit seiner Firma Samuel Enderby & Sons, spielt in der fiktiven Geschichte um den weißen Wal Moby-Dick eine Rolle. Der amerikanische Autor Herman Melville, selbst auf Walfangschiffen gefahren, ließ in seiner 1851 geschriebenen Geschichte die Pequod of Nantucket von Kapitän Ahab das Schiff namens Samuel Enderby treffen, deren Besatzung selbst ebenfalls dem weißen Wal begegnet war. Die Samuel Enderby existierte wirklich und war ein Schiff aus der Flotte der Enderby's. Auch die Firma wird in der Geschichte erwähnt.